# Flash Elorde
Flash Elorde (właśc. Gabriel Elorde, ur. 25 marca 1935 w Bogo, zm. 2 stycznia 1985 w Manili) – filipiński bokser, zawodowy mistrz świata kategorii junior lekkiej.
Pochodził z ubogiej rodziny. Był najmłodszy z szesnaściorga rodzeństwa. W wieku szesnastu lat w 1951 rozpoczął karierę boksera zawodowego. W 1952 zdobył wakujący tytuł mistrza Azji i Pacyfiku (OPBF) w wadze koguciej po pokonaniu Hiroshiego Horiguchiego z Japonii. W następnym roku spróbował dodać do niego tytuł mistrza OPBF w wadze piórkowej, ale bez powodzenia.
Sprawił olbrzymią niespodziankę, gdy 20 lipca 1955 w Manili pokonał w walce towarzyskiej ówczesnego mistrza świata w wadze piórkowej Sandy'ego Saddlera. 18 stycznia 1956 w Daly City pięściarze ci zmierzyli się w walce o tytuł mistrza świata. Pojedynek przerwano w 13. rundzie wskutek kontuzji Elorde'a. Była to ostatnia walka Saddlera w obronie tytułu; wycofał się jako mistrz w 1956. 
Elorde zdobył 2 marca 1958 tytuł mistrza Azji i Pacyfiku (OPBF) w wasze lekkiej, po pokonaniu Hiroshiego Okawy. 16 marca 1960 w Quezon City zmierzył się w walce o tytuł mistrza świata w kategorii junior lekkiej (superpiórkowej) z Haroldem Gomesem ze Stanów Zjednoczonych, dla którego był to pierwsza obrona po zdobyciu mistrzowskiego pasa w poprzednim roku. Elorde zwyciężył przez nokaut w 7. rundzie i został nowym mistrzem świata. Utrzymał ten tytuł aż do 1967, zwyciężając z następujących pojedynkach:
| Data                      | Miejsce     | Oponent         | Wynik                           | Źródło      |
| ------------------------- | ----------- | --------------- | ------------------------------- | ----------- |
| 17 sierpnia 1960(dts)     | Daly City   | Harold Gomes    | nokaut w 1. rundzie             | [ 5 ] [ 6 ] |
| 19 marca 1961(dts)        | Manila      | Joey Lopes      | wygrana na punkty               | [ 7 ]       |
| 16 grudnia 1961(dts)      | Manila      | Sergio Caprari  | techniczny nokaut w 1. rundzie  | [ 8 ]       |
| 23 czerwca 1962(dts)      | Manila      | Auburn Copeland | wygrana na punkty               | [ 9 ]       |
| 16 lutego 1963(dts)       | Manila      | Johnny Bizarro  | wygrana na punkty               | [ 10 ]      |
| 16 listopada 1963(dts)    | Quezon City | Love Allotey    | dyskwalifikacja w 13. rundzie   | [ 11 ]      |
| 27 lipca 1964(dts)        | Tokio       | Teruo Kosaka    | techniczny nokaut w 13. rundzie | [ 12 ]      |
| 5 czerwca 1965(dts)       | Manila      | Teruo Kosaka    | nokaut w 15. rundzie            | [ 13 ]      |
| 4 grudnia 1965(dts)       | Quezon City | Suh Kang-il     | wygrana na punkty               | [ 14 ]      |
| 22 października 1966(dts) | Quezon City | Vicente Derado  | wygrana na punkty               | [ 15 ]      |

W tym okresie Elorde dwukrotnie próbował zdobyć mistrzostwo świata w wadze lekkiej, ale oba razy uległ Carlosowi Ortizowi: 15 lutego 1964 w Manili przez techniczny nokaut w 14. rundzie oraz 28 listopada 1966 w Nowym Jorku przez nokaut w 14. rundzie. Kilkakrotnie bronił też skutecznie tytułu mistrza Azji i Pacyfiku w wadze lekkiej, wygrywając m.in. z Teruo Kosaką (trzykrotnie), Suhem Kang-ilem i Rene Barrientosem. W towarzyskich walkach pokonał m.in. Love'a Alloteya, Frankiego Narvaeza i byłego oraz przyszłego mistrza świata w wadze lekkiej Ismaela Lagunę (19 marca 1966).
Elorde stracił tytuł mistrza Azji i Pacyfiku w wadze lekkiej 9 czerwca 1966 w Tokio, gdy pokonał go na punkty Yoshiaki Numata. Numata również pozbawił Elorde'a tytułu mistrza świata w wadze junior lekkiej wygrywając z nim na punkty 15 czerwca 1967 w Tokio. Elorde stoczył jeszcze jedną walkę w 1967, a potem jedenaście w latach 1969-1971, ale nie walczył już o tytuł mistrzowski.
Zmarł 2 stycznia 1985 na raka płuc. W 1993 został wybrany do Międzynarodowej Bokserskiej Galerii Sławy.